# Сісават Сірік Матак
Сісават Сірік Матак (кхмер. ស៊ីសុវត្ថិ សិរិមតះ; 22 січня 1914 — 21 квітня 1975) — камбоджійський військовик і політик, прем'єр-міністр Кхмерської Республіки), начальник штабу Кхмерських Національних Збройних сил.

## Життєпис
Був праонуком Сісавата I. 1930 року вступив на службу до колоніальної влади Камбоджі. Після смерті Сісавата Манівона 1941 року французька адміністрація призначила королем двоюрідного брата Сірік Матака — Нородома Сіанука. Французи вважали, що Сіанук буде більш лояльним до їхньої колоніальної влади.
Після завершення Другої світової війни розпочав активну політичну діяльність. Ставши членом партії «Кхмерське оновлення» (правої партії генерала Лон Нола), він узяв участь у парламентських виборах 1947 року, однак його партія вибори програла й не змогла здобути жодного місця в Національних зборах. 1953 року прем'єр-міністр Нородом Сіанук призначив Сірік Матака на пост міністра оборони в тимчасовому уряді, створеному після здобуття Камбоджею незалежності.
Незадовго до парламентських виборів 1955 року партія «Кхмерського оновлення» увійшла до складу створеного Сіануком антикомуністичного руху — Сангкум. Незважаючи на те, що до тієї сили увійшла більша частина правої опозиції, Сірік Матак залишався непримиренним противником Нородома Сіанука, в основному через лояльне ставлення останнього до партизанів з Північного В'єтнаму, що діяли на кордоні з Камбоджею. Зі свого боку Сіанук намагався усіляко обмежити вплив Сірік Матака, послідовно призначаючи його послом у КНР, Філіппінах і Японії.
Вплив Сірік Матака різко посилився після призначення Лон Нола на пост прем'єра в серпні 1969 року. Ставши його заступником, Сірік Матак узяв курс на денаціоналізацію камбоджійської економіки та лібералізацію зовнішньої торгівлі. Зокрема, було послаблено державний контроль над банками, випуском медикаментів і продажем алкоголю. То були контрзаходи, спрямовані на згортання результатів від колишньої політики Сіанука.
У той же час Сірік Матак потай відвідав Ханой. Метою візиту було з'ясування можливості виведення в'єтнамських партизанів з території Камбоджі. Сірік Матак розлютився, коли йому показали документи, що підтверджували зв'язок Сіанука з владою Північного В'єтнаму. В них ішлось про створення на території Камбоджі баз для транзиту в'єтнамських військ, у тому числі й морським шляхом. 12 березня 1970 року, в той час, поки Сіанук перебував за кордоном, Сірік Матак оголосив про розрив тих угод і висунув ультиматум, відповідно до якого всі партизани В'єтконгу були зобов'язані залишити країну до 15 березня. Реакції на той ультиматум з боку Північного В'єтнаму не було.
18 березня того ж року, за підтримки Лон Нола, Сірік Матак розпочав підготовку голосування в парламенті, за результатами якого планувалось усунення Сіанука на посаді глави держави. Приводом для початку стала серія антив'єтнамських заворушень біля будівлі дипмісії Північного В'єтнаму. Таким чином Сірік Матак став одним з головних організаторів державного перевороту в Камбоджі. Вважається, що саме він зрештою переконав Лон Нола усунути Сіанука, коли той перебував на прес-конференції в Парижі. Сіануку відкрито погрожували стратою у разі, якщо той повернеться на батьківщину.
У подальшому Сіанук заявляв, що його двоюрідний брат планував переворот ще задовго до 1970 року. За його словами, Сірік Матак діяв за підтримки ЦРУ, а його союзником був Сон Нгок Тан — колишній прем'єр-міністр Камбоджі часів японської окупації. Свій план Сірік Матак ніби представив Лон Нолу ще 1969 року. Це підтвердили і Пром Тхос, один з міністрів республіканського уряду. За його словами, Сірік Матак запропонував Лон Нолу організувати замах на Сіанука, однак той відкинув пропозицію, назвавши його «божевільним злочином».
Після проголошення республіки та скасування монархії в Камбоджі Сірік Матак відмовився від свого королівського титулу, хоч первинно планував, що хтось із його дітей чи родичів зможе зайняти трон. Свої сподівання він покладав на зятя, Сісават Дуонгчівіна.
Упродовж року після перевороту Сірік Матак зберігав за собою провідну роль у республіканському уряді. Зважаючи на хворобу Лон Нола, він — виконувач обов'язків прем'єр-міністра Камбоджі. За Сірік Матаком закріпився образ справжнього військовика — на публіці він часто з'являвся з паличкою й у формі генерал-майора. Лон Нол мав підтримку міських студентів, Сірік Матак завоював популярність серед прозахідно налаштованої камбоджійської «еліти», натомість сільські жителі симпатизували, в основному, поваленому Сіануку.
У січні 1975 року лідери «червоних кхмерів» почали стрімкий наступ, метою якого було взяття столиці Камбоджі — Пномпеня. В той час поки місто перебувало в облозі на лютневому конгресі НЕФК (головою якого був Кхіеу Сампхан) було оприлюднено список «сімох зрадників» — список осіб для вбивства, куди входили вищі посадові особи Кхмерської Республіки, в тому числі й генерал Лон Нол. Лон Нолу однак удалось врятуватись — 1 квітня того ж року він оголосив про свою відставку та втік на Гаваї.
Невдовзі після офіційної капітуляції республіканського уряду Сірік Матак спробував сховатись у готелі Le Phnom, де співробітники Червоного Хреста намагались створити безпечну зону. Йому одразу ж відмовили, як тільки довідались, що його ім'я є у списку «сімох зрадників». Французький посол Бізо стверджував, що Сірік Матак., перебуваючи в посольстві Франції, прохав надати йому політичний притулок. Довідавшись про це, полпотівці зажадали негайної його видачі, інакше вони погрожували розпочати штурм посольства. Бізо був змушений повідомити Сірік Матаку, що його передадуть «червоним кхмерам».
Сірік Матак і Лонг Борет з родинами були страчені 21 квітня на стадіоні Серкль Спортіф (фр. Cercle Sportif) за наказом «Комітету з зачистки ворогів», організованого Кой Тхуоном. За одними відомостями, його було страчено через розстріл. За повідомленням радіо червоних кхмерів, «зрадникам» було відтято голови. Генрі Кіссинджер та інші мають інформацію про те, що Сірік Матак зазнав кульового поранення у живіт і його залишили без медичної допомоги — він помирав упродовж трьох днів.

## Родина
Сірік Матак був одружений з Нородом Кетхнеарі. Вони мали шістьох дітей.